# Lipocrea
Lipocrea is een geslacht van spinnen uit de  familie van de wielwebspinnen (Araneidae).

## Soorten
- Lipocrea diluta Thorell, 1887
- Lipocrea epeiroides (O. P.-Cambridge, 1872)
- Lipocrea fusiformis (Thorell, 1877)
- Lipocrea longissima (Simon, 1881)